# Cesário (cônsul em 397)
Flávio Cesário (em latim: Flavius Caesarius; fl. 386-403) foi um político do Império Bizantino que esteve ativo durante o reinado dos imperadores Teodósio I (r. 378–395) e Arcádio (r. 395–408). É mencionado pela primeira vez em 386-387, quando exerceu o ofício de mestre dos ofícios. Mais adiante, em 395, após o assassinato do cônsul Rufino, foi nomeado prefeito pretoriano do Oriente e logo tratou de anular algumas leis outorgadas pelo antecessor. Pouco depois, em 397, foi nomeado cônsul outra vez e, após 12 de julho de 400, por intermédio de Gainas, novamente prefeito pretoriano do Oriente, posição que exerceu até 403.

## Biografia

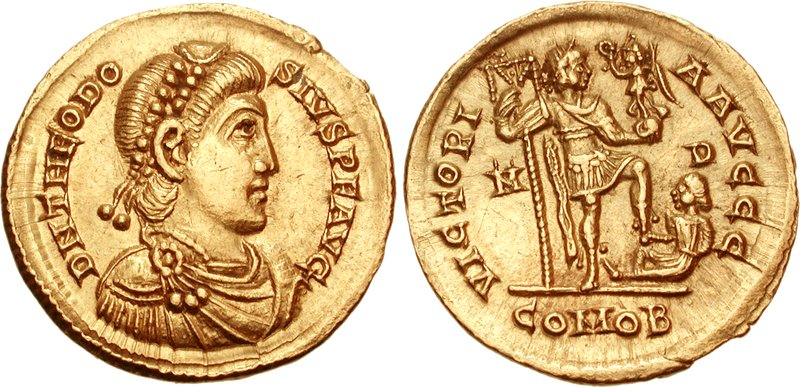
Soldo de Teodósio I r.

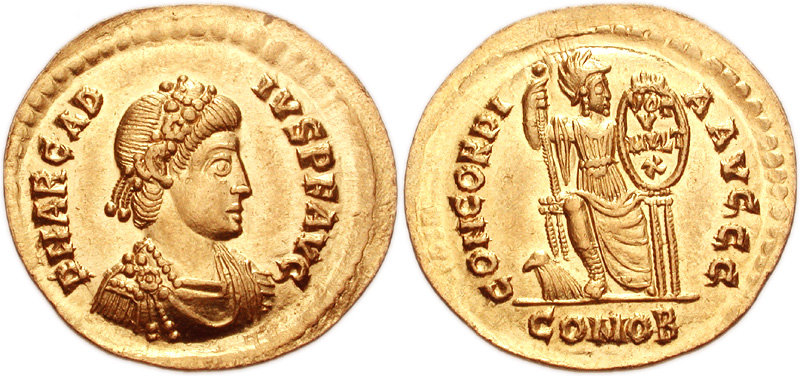
Soldo de Arcádio r.

Sua primeira menção ocorre em 386-387, quando foi um mestre dos ofícios. Nesta competência, foi enviado por Teodósio I em 387, ao lado de Elébico, para investigar a chamada Revolta das Estátuas em Antioquia. Cesário conduziu sua investigação com uma especial atenção para a situação dos cidadãos, implorando por clemência por eles em seu relatório. O reitor antioquiano Libânio agradeceu-o em um discurso a seu respeito.
Apesar de seus méritos, por um longo tempo Cesário não foi nomeado a nenhum cargo mais elevado. Este período (388–395) corresponde ao mandato do cônsul Rufino; tem sido proposto que Cesário, apesar de ser ortodoxo, não foi suficientemente rigoroso contra os hereges. Contudo, em novembro de 395, após Rufino ser assassinado, Cesário ascendeu à posição de prefeito pretoriano do Oriente. Ele anulou uma lei de Rufino que vetava os direitos dos lícios, em especial os poderosos Eutôlmio Taciano e seu filho Próculo, bem como outra que cerceava a liberdade dos arianos anomeanos. Embora tenha se dedicado a desfazer parte do legado de Rufino, Cesário não deve ser considerado como seu adversário, como mostra o fato de também ter emitido uma lei que garantia que viúvas de homens proscritos não perderiam suas propriedades, que provavelmente beneficiou a viúva de Rufino.
Em 397, foi nomeado cônsul anterior com Nônio Ático Máximo, um ex-prefeito pretoriano do Oriente. Após ser sucedido por Eutiquiano, Cesário novamente ocupou a posição de prefeito pretoriano do Oriente. Seu mandato iniciou após 12 de julho de 400, com sua nomeação por Gainas, e concluiu-se em 403. Uma inscrição de Trales atesta que Cesário adquiriu o título de patrício que, combinado com a prefeitura do Oriente e seu estatuto de ex-cônsul, colocou Cesário no topo das dignidades bizantinas. Cesário comprou um mosteiro dos seguidores de Macedônio: a propriedade havia sido deixada como legado para alguns monge de Eusébia, amiga íntima da esposa de Cesário, que tinha pedido a eles que enterrassem as relíquias dos Quarenta Mártires de Sebaste que ela guardava em sua casa. Cesário posteriormente erigiu um santuário para São Tirso e um túmulo para ele mesmo perto do edifício. Ele enterrou sua esposa próximo a tumba dos Quarenta Mártires em algum momento durante o reinado de Teodósio II (r. 408–450).

### Na literatura
Por vezes Cesário tem sido identificado por alguns estudiosos com o personagem Tifão da obra Aegyptus, sive De providentia de Sinésio, na qual narra-se o embate do deus egípcio Osíris e Tifão para recontar a história do conflito entre Aureliano (Osíris) e Cesário (Tifão) no período da revolta de Gainas. No entanto, revisitações à obra de Sinésio levaram os autores mais recentes a concluírem que, na verdade, um indivíduo melhor identificado com Tifão foi Eutiquiano, o irmão mais novo de Aureliano.